# XIII. SS-Armeekorps
Das XIII. SS-Armeekorps war ein Großverband der Waffen-SS im Zweiten Weltkrieg.

## Geschichte
Das Generalkommando XIII. SS-Armeekorps wurde auf Befehl des SS-Führungshauptamtes vom 7. August 1944 in Breslau unter SS-Gruppenführer Hermann Prieß aufgestellt. Es war (neben dem XI. und XII.) eines von drei Armeekorps der SS, die zu dieser Zeit unter Verwendung von Truppen des Heeres aufgestellt wurden. Hierzu wurden die Reste des bei Bobruisk vernichteten XXXV. Armeekorps sowie des Artillerie-Divisionsstabes z. b. V. 312 in die Waffen-SS überführt.
Noch vor Abschluss der Aufstellung wurde das Korps an die Westfront überführt, wo es im Raum Diedenhofen–Metz im Bereich der 1. Armee zum Einsatz kam und mit Einheiten der 3. US-Armee im Kampf um Metz konfrontiert wurde. Neben Heeresverbänden unterstand ihr dabei die 17. SS-Panzergrenadier-Division „Götz von Berlichingen“. Nach dem Fall von Metz musste sich das Korps zum Westwall im Bereich der Saar zurückziehen.
Ende Dezember 1944 wurde das Korps für das geplante Offensivunternehmen Nordwind umgruppiert, das am 31. Dezember begann, ohne größere Erfolge zu bringen. Vor der amerikanischen Operation Undertone musste sich das Korps im März 1945 über den Rhein zurückziehen. Nach dem Rheinübergang der Alliierten erhielt das Korps den Auftrag, die Neckar-Enz-Stellung zu verteidigen. Hierbei kam es im April zur Schlacht um Crailsheim, in der die US-Truppen zeitweilig aufgehalten wurden. Das Korps war an der erfolglosen Verteidigung Nürnbergs beteiligt und zog sich danach über die Donau und München auf die Nordalpen zurück. 
Die Strategie des Kommandeurs des XIII. SS-Armeekorps in der Endphase des Krieges schilderte der spätere Generalleutnant der Bundeswehr, Cord von Hobe, in einem Nachkriegsprozess wie folgt: „Sein Kommandierender General Simon habe ihm mehrmals unterbreitet, daß der Krieg zwar verloren sei, die Westfront aber dennoch stehen müsse, um im Interesse der Flüchtlinge den Armeen im Osten den Rücken freizuhalten.“

## Gliederung
Korpstruppen:
- Artilleriekommandeur XIII. SS-Armeekorps
- SS-Nachrichten-Abteilung 113
- SS-Nachschubtruppen 113

Unterstellte Großverbände:
| Stichtag           | Verbände |
| ------------------ | --- |
| 16. September 1944 | - Panzerbrigade 106 Feldherrnhalle - 553. Volksgrenadier-Division - 3. Panzergrenadier-Division - 17. SS-Panzergrenadier-Division „Götz von Berlichingen“ - 462. Volksgrenadier-Division                |
| 13. Oktober 1944   | - 48. Infanterie-Division - 559. Volksgrenadier-Division - 553. Volksgrenadier-Division - 17. SS-Panzergrenadier-Division „Götz von Berlichingen“                                                       |
| 26. November 1944  | - 11. Panzer-Division - 17. SS-Panzergrenadier-Division „Götz von Berlichingen“ - 36. Volksgrenadier-Division - 347. Infanterie-Division - 559. Volksgrenadier-Division - 48. Infanterie-Division       |
| 31. Dezember 1944  | - 19. Volksgrenadier-Division - 347. Infanterie-Division |
| 19. Februar 1945   | - 559. Volksgrenadier-Division - 17. SS-Panzergrenadier-Division „Götz von Berlichingen“ - 19. Volksgrenadier-Division                                                                                  |
| 12. April 1945     | - Division z. b. V. 616 - Jäger-Division Alpen - 9. Volksgrenadier-Division (Stab) - 212. Volksgrenadier-Division - 79. Volksgrenadier-Division - Ausbildungs-Division Bayern - Panzer-Brigade von Hobe |

## Kommandierende Generale
- 1. August 1944 bis 24. Oktober 1944: SS-Gruppenführer und Generalleutnant der Waffen-SS Hermann Prieß
- 24. Oktober 1944 bis Kriegsende: SS-Gruppenführer und Generalleutnant der Waffen-SS Max Simon

### Korpsärzte (IVb)
- 23. August 1944 bis 15. November 1944: SS-Brigadeführer und Generalmajor der Waffen-SS (San.) Oskar Hock